# Turnbull National Wildlife Refuge
Das Turnbull National Wildlife Refuge ist ein Naturschutzgebiet etwa 6 mi (10 km) südlich der nächstgelegenen Stadt, Cheney, am Ostrand des Einzugsgebietes des Columbia River im Spokane County im Nordosten des US-Bundesstaates Washington. Das Schutzgebiet umfasst mehr als 18.000 Acres (7.284 ha) der Channeled Scablands. Das dominierende Ökosystem im Schutzgebiet ist unter allen National Wildlife Refuges einzigartig und zeigt Charakteristika, die es von ähnlichen Gebieten weltweit unterscheidet. Die Kombination von Basaltflüssen, engen Canyons und Gelb-Kiefern-Wäldern, die in eine vielfältige Landschaft mit mehr als 130 Marschen, Feuchtgebieten und Seen eingebettet ist, schafft sowohl eine ästhetische Landschaft als auch einen qualitativ hochwertigen Lebensraum für Flora und Fauna. Das Schutzgebiet ist nach Cyrus Turnbull benannt, der in dieser Gegend in den 1880er Jahren lebte.

## Geologie
Das Schutzgebiet liegt inmitten der Channeled Scablands, einem vor 16.000 Jahren durch die Missoula-Fluten während der letzten Eiszeit entstandenen Gebiet. Die gewaltigen Kräfte von Vulkanismus, Vereisung und den größten Fluten der geologischen Geschichte haben gemeinsam eine einzigartige Landschaft geschaffen. Die Lebensräume des Schutzgebietes repräsentieren eine Abfolge zwischen trockenen, Beifuß-bestandenen Grasländern am Gebiet des Columbia River bis zu den im Osten hoch aufragenden bewaldeten Selkirk und Bitterroot Mountains.

## Ökologie
Das Schutzgebiet wurde 1937 durch ein Dekret des Präsidenten Franklin D. Roosevelt eingerichtet, um fruchtbare Brutstätten für Zugvögel und Lebensräume für andere Tiere zu schaffen. Die 3.036 Acres (1.229 ha) großen Feuchtgebiete stellen einige der letzten hochwertigen Brutstätten von Wasservögeln im östlichen Washington dar, welche quer durch Nordamerika dramatische Rückgänge ihrer Populationsgrößen zu verzeichnen haben. Die Ursachen sind in der Degradierung der Brut-, Wander- und Überwinterungs-Lebensräume zu suchen.

## Zugang
Der Columbia Plateau Trail bietet einen Zugang zum Schutzgebiet. Der Pine Lake Loop Trail, 2006 als National Recreation Trail ausgewiesen, ermöglicht 1,25 mi (2 km) barrierefreien Wanderns entlang des Winslow Pool und rund um den Pine Lake.